# کبک کاکلی
کبک کاکلی (نام علمی: Rollulus rouloul) نام یک گونه از تیره قرقاولان است.
این گونه از کبک‌ها در جنگل‌های بارانی میانمار، جنوب تایلند، مالزی، سوماترا و بورنئو یافت می‌شود.

## نگارخانه

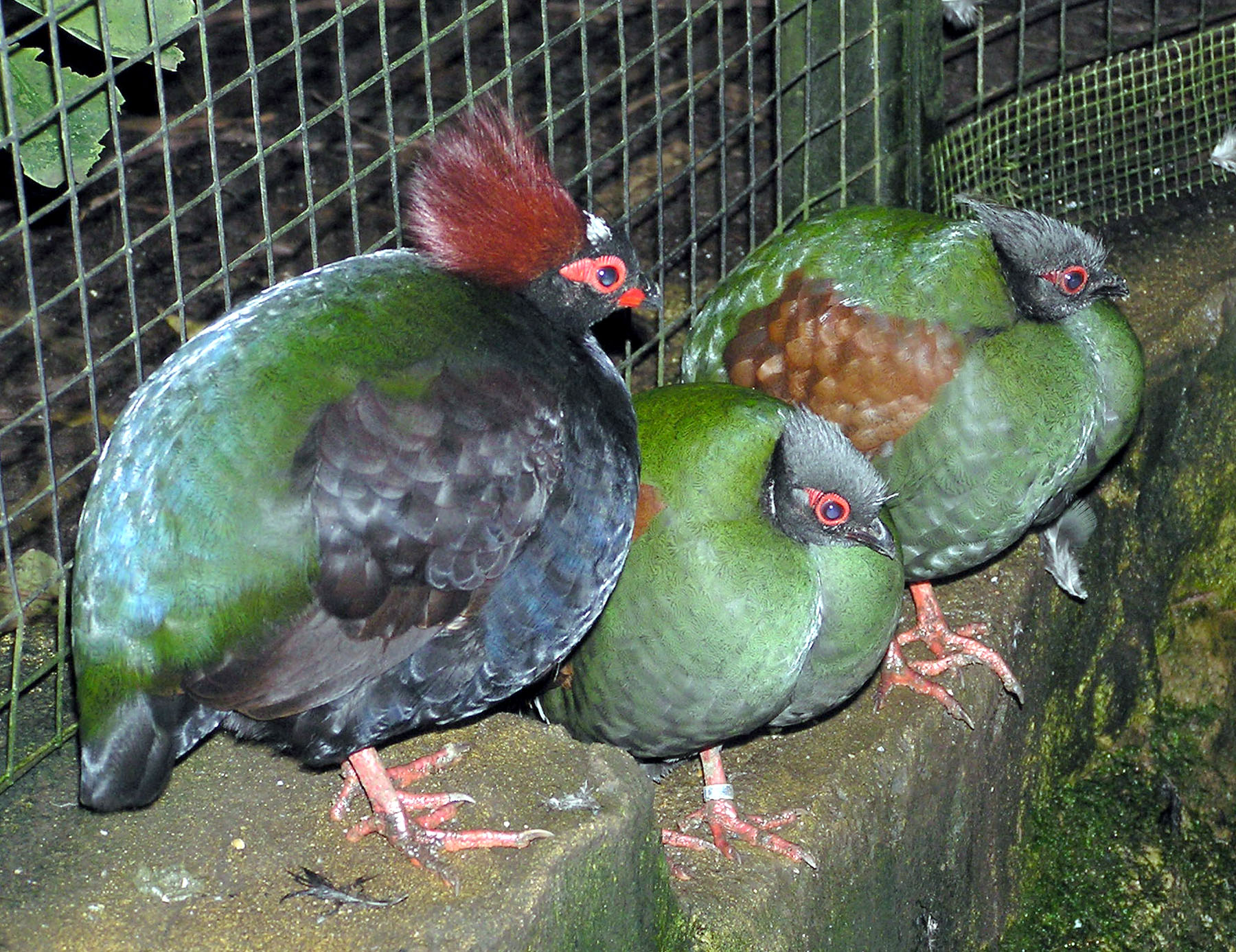
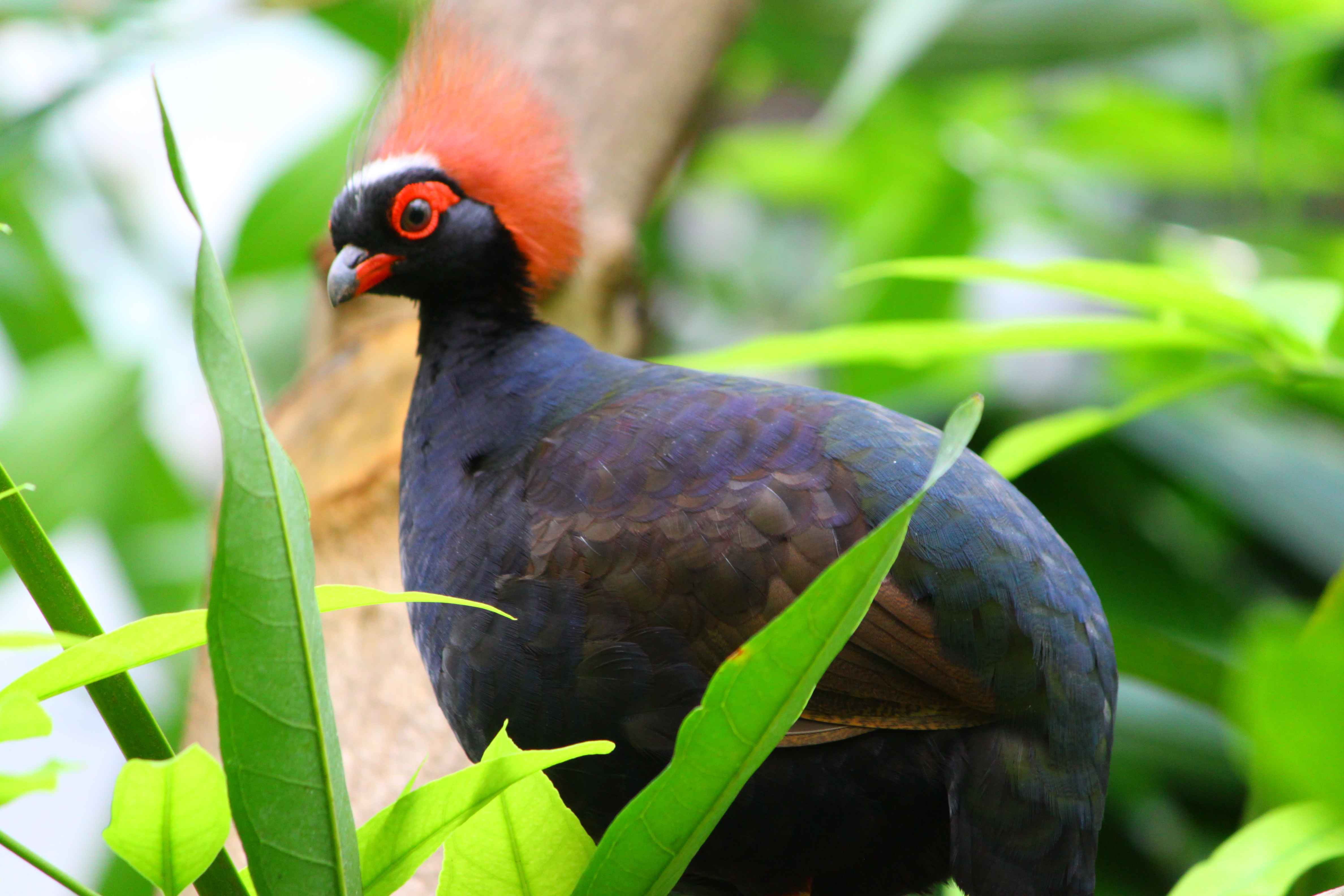
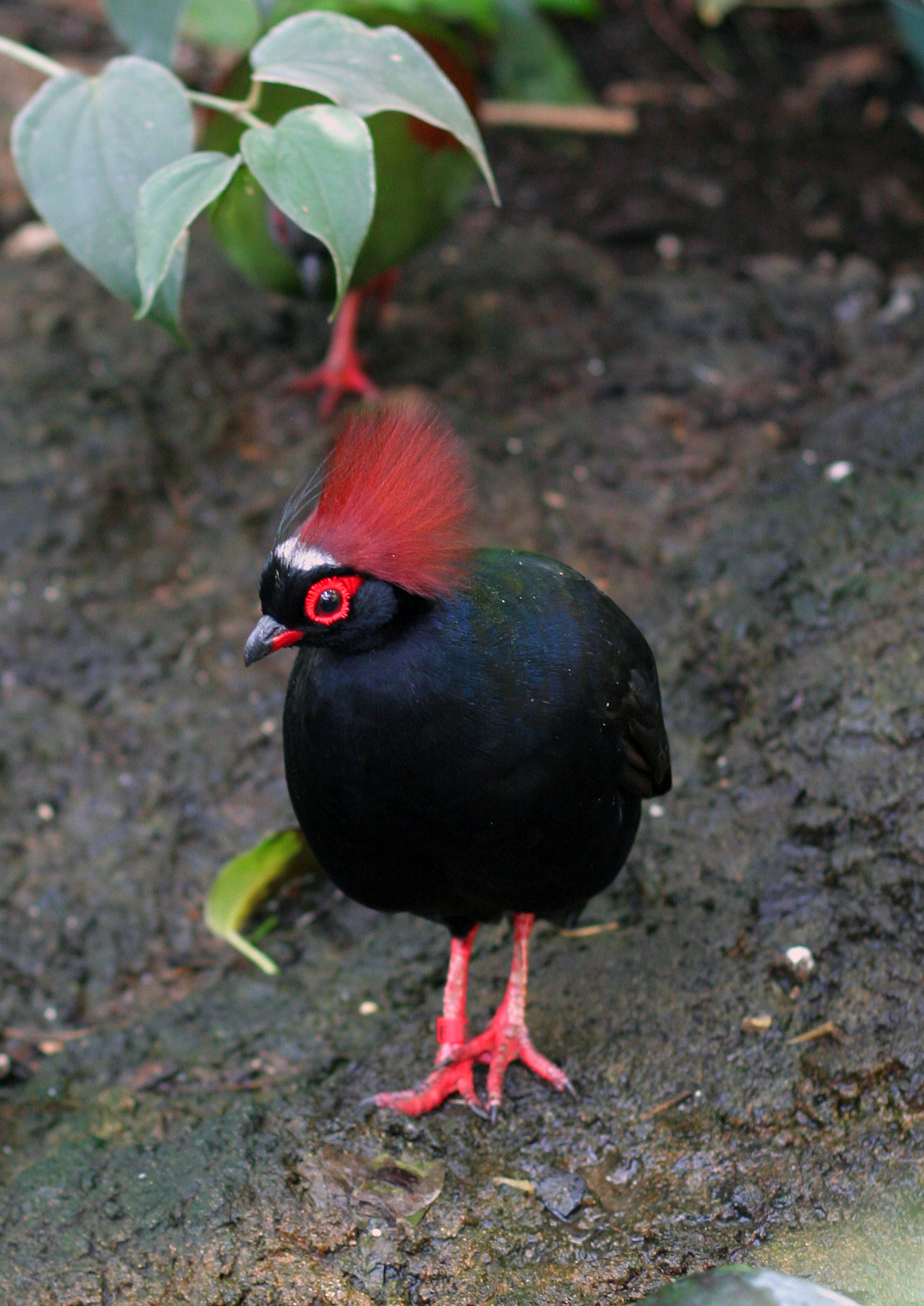
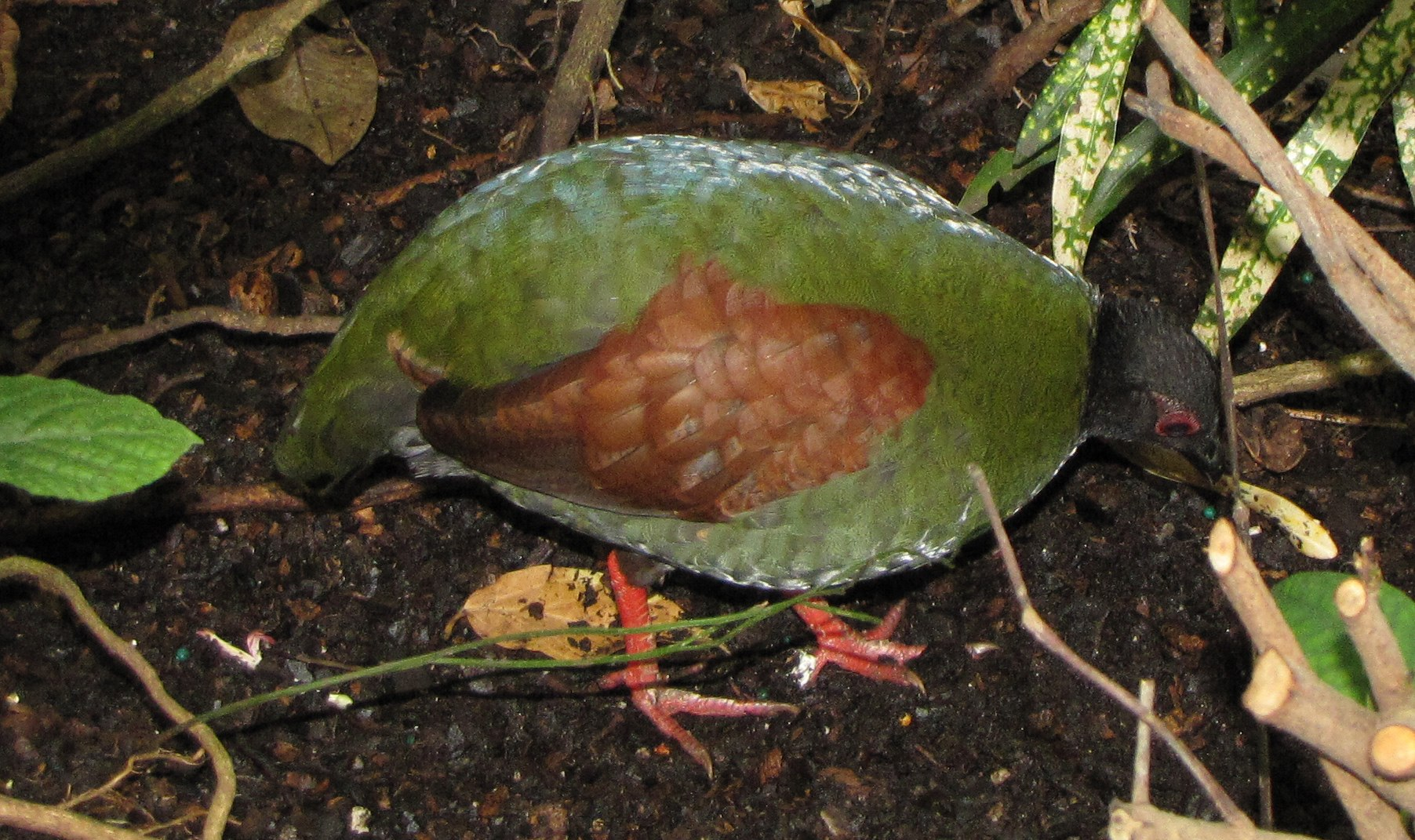
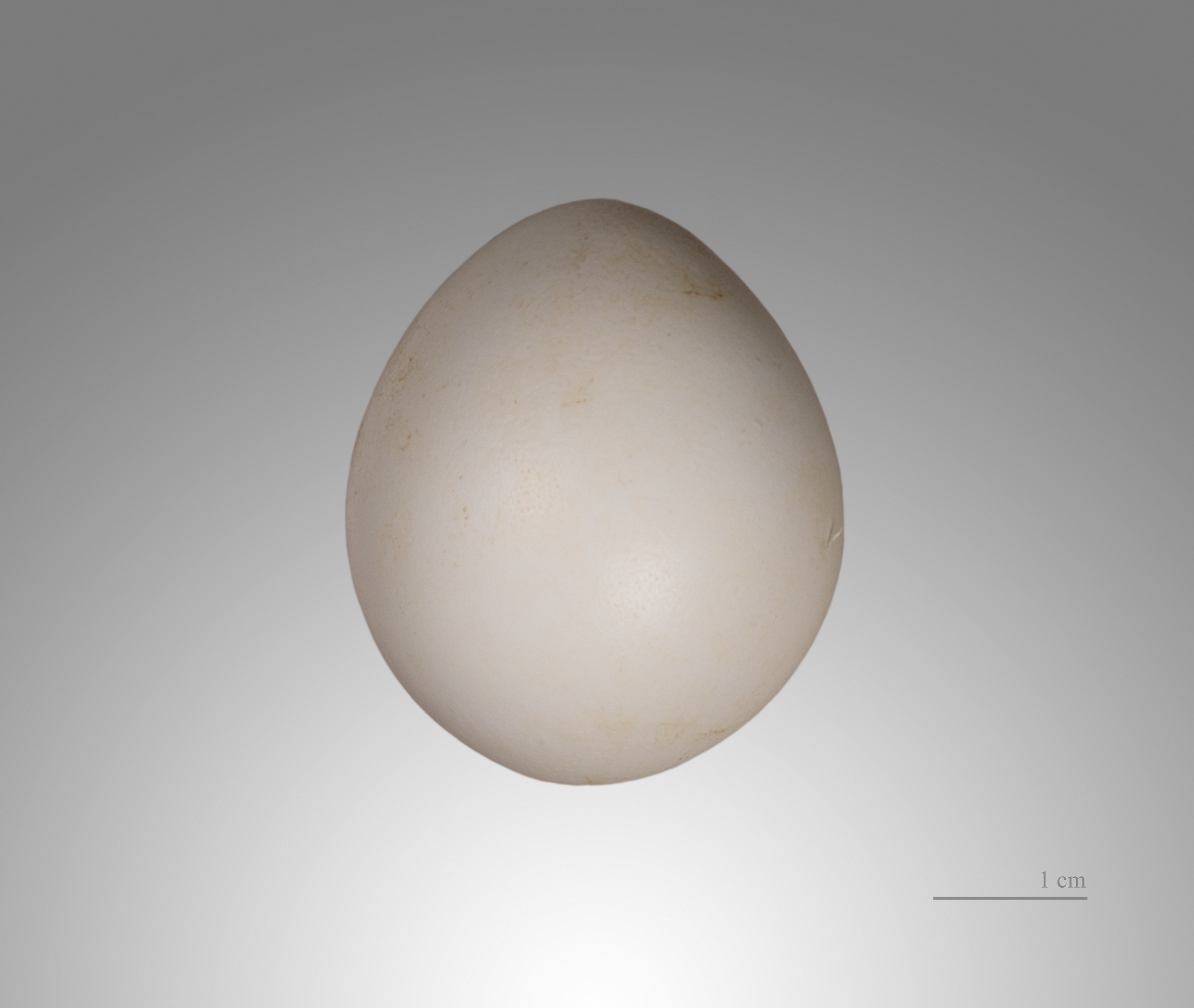